# Casa Carbonell (Vilafranca del Penedès)
La Casa Carbonell és un edifici de Vilafranca del Penedès (Alt Penedès) protegit com a Bé Cultural d'Interès Local, situat a la plaça de la Constitució.

## Descripció
Es tracta d'un edifici entre mitgeres destinat a habitatge unifamiliar i a usos comercials.
L'immoble de planta irregular, compost de planta soterrani, planta porxo descomposta en planta baixa i entresòl, i dues plantes pis. La coberta és plana i en sobresurt la caixa d'escala adossada a la mitgera.
La façana es compon simètricament sobre dos eixos verticals. El porxo és d'alçada singular de dos intercolumnis, amb suports de secció quadrada formats per base i fust amb mènsules i coixins de diamant. Façana interior de línies corbes i ornamentació floral. Trobem un balcó corregut amb barana de ferro i matxons coincidents amb els pilars del porxo i dos obertures de brancals estriats que enllacen amb els balcons ampitadors de la façana superior. El coronament està format per una cornisa amb mènsules. Els paraments del pis principal tenen bandes horitzontals i els del pis superior estan estucats simulant maons.